# 圆瓣姜花
圆瓣姜花（学名：Hedychium forrestii）为姜科姜花属下的一个种。
圆瓣姜花一般生长于山谷密林或疏林、灌丛中。植株茎高1-1.5米，叶片呈长圆形或披针形，花白色。圆瓣姜花分布地区包括中国西藏、四川、云南、贵州、广西等省区。

## 扩展阅读
- 維基物種上的相關：圆瓣姜花